# Абашевська іграшка
Абашевська іграшка – російська художня промисловість, сформована в Спаському уїзді (нині Спаський район, Пензенська область).

## Виникнення
Початок виготовлення іграшок датовано у XIX столітті на базі місцевої гончарної промисловості. Витіснення на початку XX століття кустарних виробів фабричним та заводським посудом спричинило згасання ручної гончарної промисловості й вихід «абашевської іграшки» у самостійний промисел. На відміну від більшості іграшкових центрів – тут працювали переважно чоловіки, професійні гончари.

## Майстер Ларіон Зоткін
Популярність, яку отримує промисловість у кінці 1920-х років, пов’язана з іменем Ларіона Зоткіна, талановитого майстра з села Абашево, автора й творця багатьох цікавих іграшок: казкових левів, незвичайних собак, цікавих ведмедиків. Якраз на цей час складаються характерні для абашевських майстрів скульптурні прийоми й особливості розпису.

## Особливості Абашевської іграшки
Абашевська іграшка – це свистульки, що зображують тварин, нерідко приймаючих фантасмагоричний казковий образ. Фігурки мають витягнутий корпус із коротенькими ніжками та довгою тонкою шиєю. На маленькій, добре виліпленій голівці виділяються глибоко вирізьблені очі. Голови козлів, оленів та баранів прикрашені вигнутими (часто багатоярусними) рогами. Пишні чолки, кучеряві бороди й гриви чітко модульвоні (їхні контури мають суворий малюнок, орнамент та високий рельєф).

## Розпис іграшок
Свистульки розфарбовані в яскраві емальні фарби -  сині зелені, червоні, в найнеочікуваніших композиціях. Окремі деталі, наприклад, роги можуть бути розписані у срібний чи золотий колір. Іноді частинки фігурок лишають не зафарбованими, аби ті контрастно виглядали де-не-де помальовані емаллю. Звичайні домашні тварини під спритними руками майстрів перетворюються у справжніх казкових створінь.

## Сучасні майстри
Ремесло Абашевської іграшки продовжують сучасні майстри – Т. Н. Зоткін, І. Л. Зюзенков, А. І. Єськін. 